# Волосистая соль
Волоси́стая соль (калька с лат. Halotrichum Scopoli, англ. capillate salt, нем. haarsalz) — частично устаревшее русское тривиальное название, которое минералоги, горняки, геологи и представители других профессий применяли к нескольким разнородным минералам, имеющим в природе явно выраженный волокнистый или толкоигольчатый вид кристаллов.

## Основные минералы
- Волосистая соль, также керамогали́т[1] или гверзальц — тонковолокнистый моноклинный минерал галотрихит из класса сульфатов, расчётная формула FeAl2[SO4]4·H2O, также была известная под названием «сернокислой мыловки» с примесью железа;[2]:342
- Волосистая соль или горная соль — минерал галит (в волокнистой или тонкоигольчатой форме), формула NaCl;[3]:84
- Волосистая соль, горькозём или магнезия — минеральная форма горькой соли, примерная формула MgOSO3, встречающиеся в природе волосистые или игольчатые кристаллы, а также почкообразные и скорлуповатые скопления, напоминающие волосы;[4]:563
- Волосистая соль, квасцовый камень или серно-алюминиевая соль — одна из кристаллических («охрусталованных») форм алунита, примерная формула KAl3(SO4)2(OH)6;[5]:стлб.752

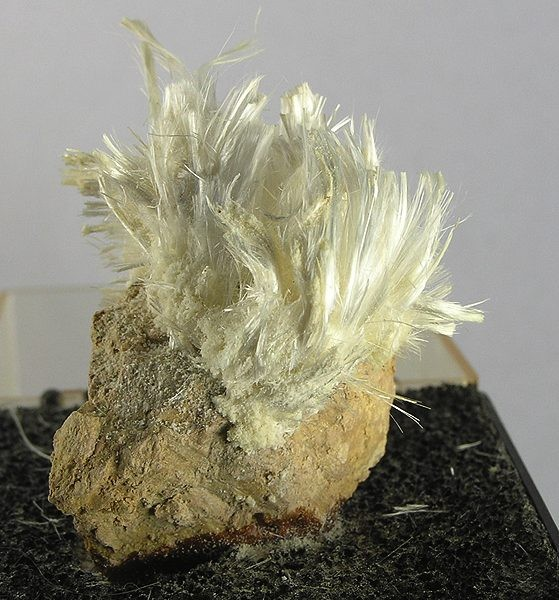
Галотрихит
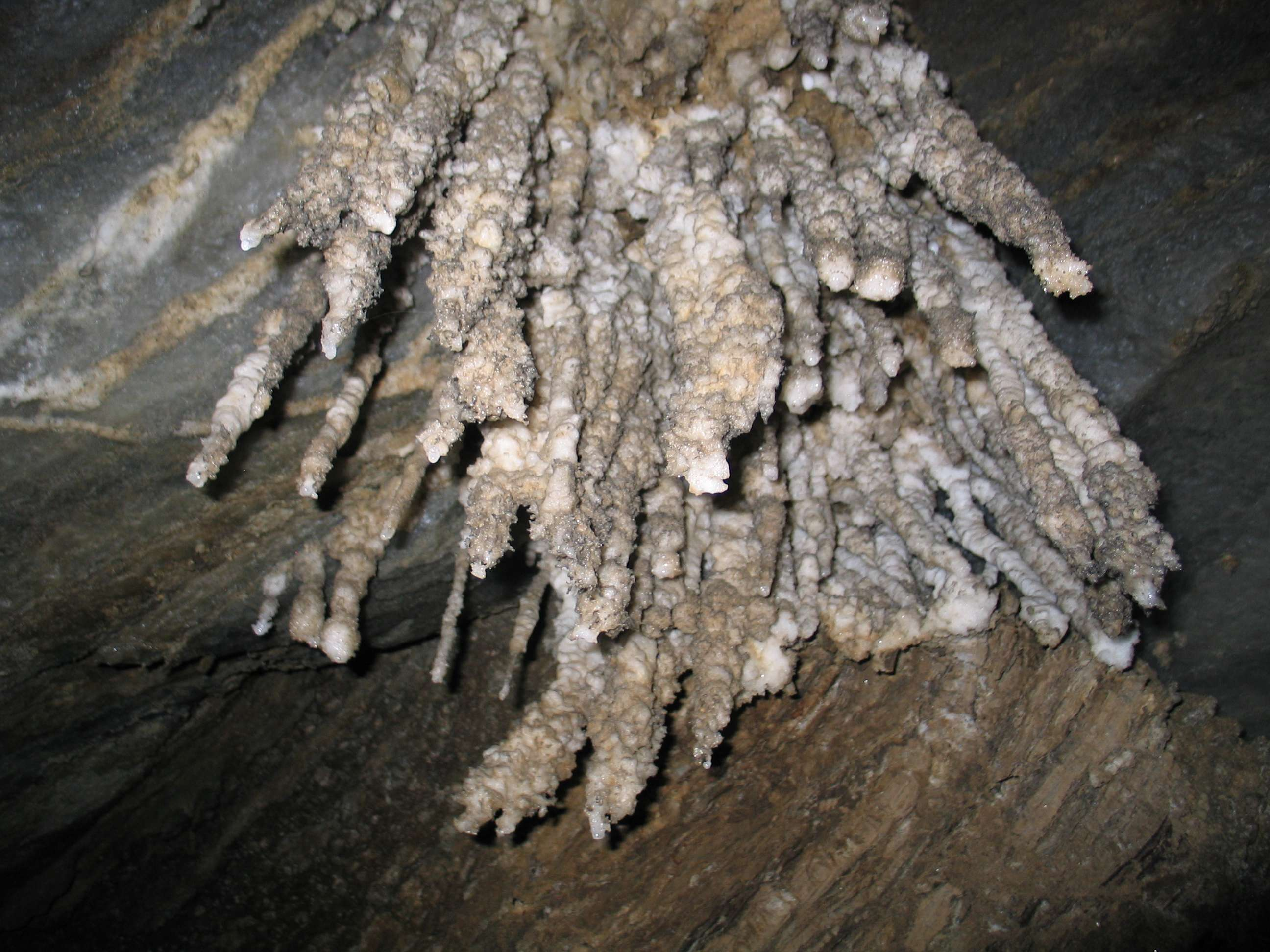
Галит (Halite flowers)
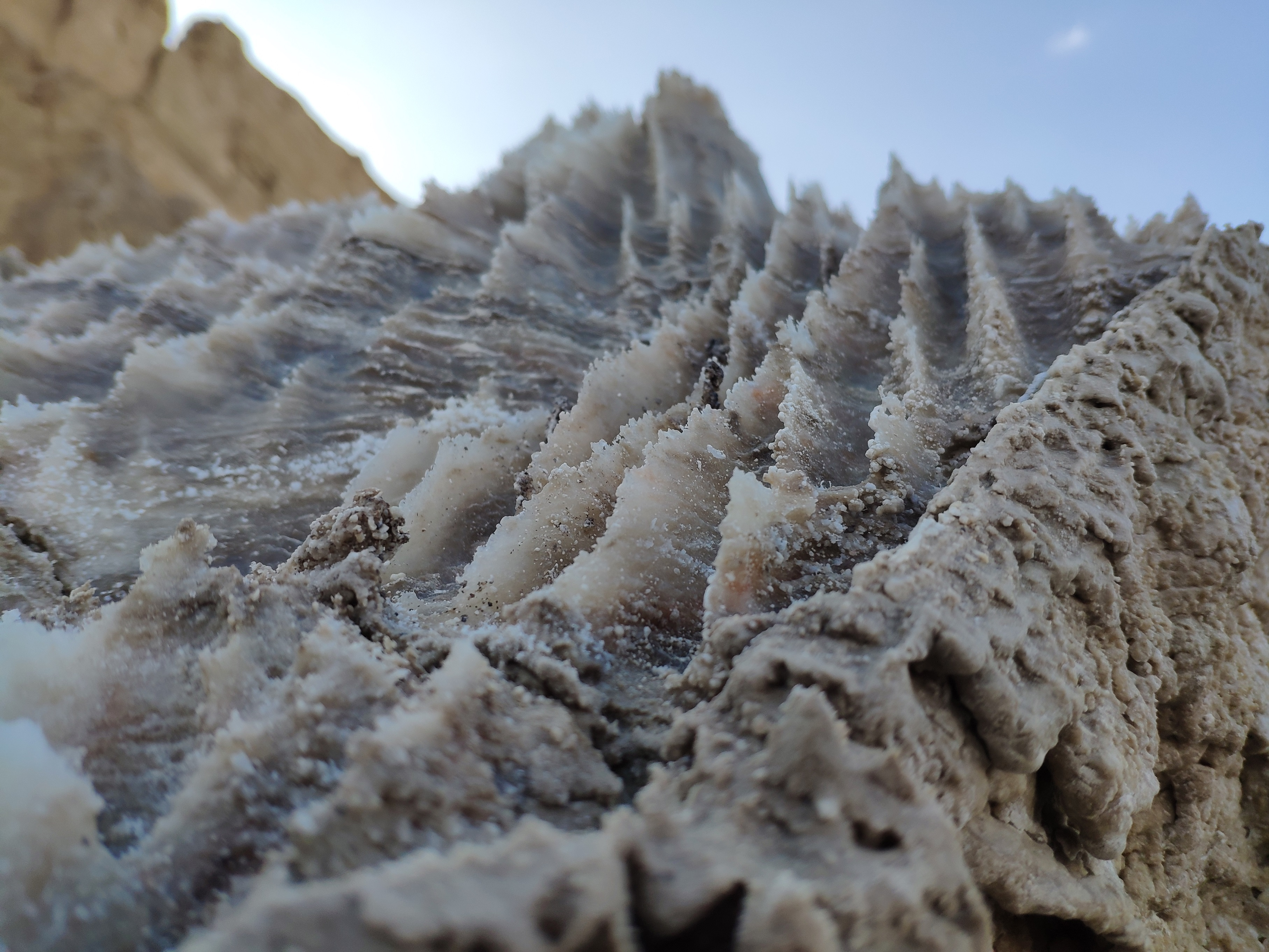
Галит (Rock Salt)
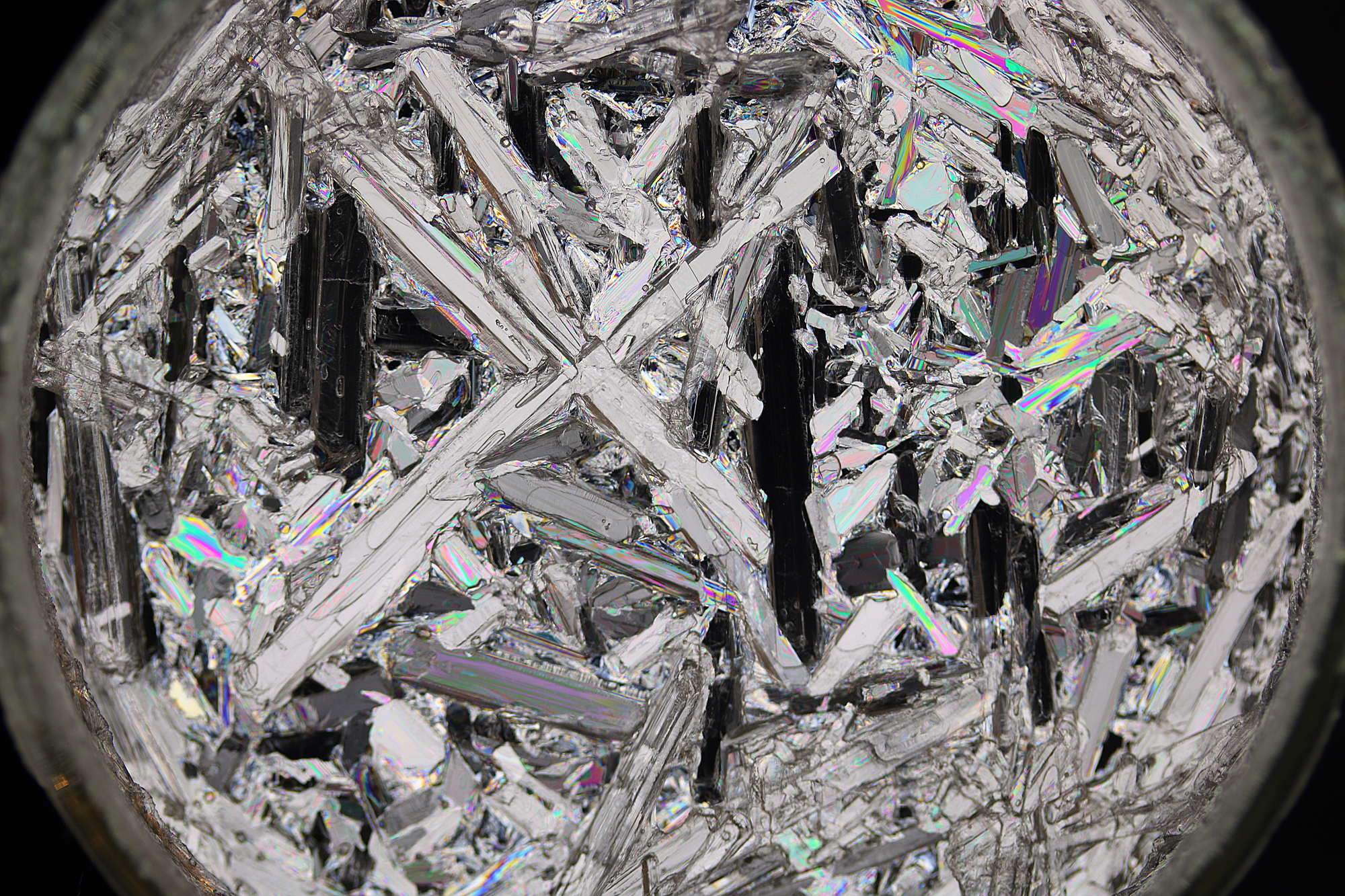
Горькая соль (магнезия)
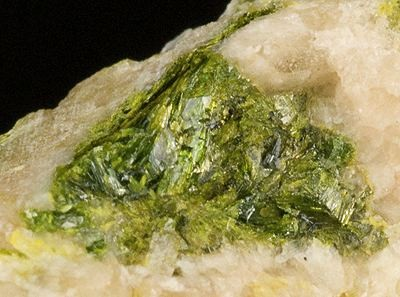
Алунит (квасцовый камень)